# Conus alfredensis
Conus alfredensis é uma espécie de gastrópode do gênero Conus, pertencente a família Conidae.